# Inner Circle (banda)
Inner Circle é uma banda de reggae originária da Jamaica.

## Carreira
O Inner Circle foi formado em 1968 pelos irmãos Ian (baixo) e Roger Lewis (guitarra), em Kingston. Em 1974, lançaram o seu primeiro álbum, Rock The Boat, com o selo da Trojan Records. A formação inicial da banda era: Funky Brown (vocal), Prilly (vocal), Stephen Cat Core (guitarra), Ibo Cooper (teclado), além dos irmãos Lewis. Em 1976, Jacob Miller assumiria os vocais do Inner Circle e a banda começaria a fazer sucesso.
Pouco tempo depois, os metais foram incorporados ao conjunto, através de Llewellyn Chang (sax alto) e Leighton Johnson (trompete), ambos formados na banda Excelsior High School. Ao final de uma excursão aos Estados Unidos e Bermudas, Ibo Cooper e Stephen Cat Core deixam o Inner Circle para criarem a sua própria banda.
Ao grupo, juntou-se também o guitarrista Joe Ortiz, o qual de um toque de hard rock, jazz e blues ao som o grupo.
O estilo da banda foi decisivamente marcado pelo acidente automobilístico que tirou a vida do vocalista Jacob Miller, em 23 de março de 1980.
Após a morte de Jacob Miller, a banda se separa, mas, em 1982, ainda lança um álbum chamado Something So Good. Em 1986, os irmãos Lewis reativam definitivamente o Inner Circle, com um novo vocalista: Calton Coffie, com o qual gravam Black Roses.
Em 1987, o Inner Circle lança o álbum One Way, que contém a canção "Bad Boys", a qual fez grande sucesso e é transformada em trilha a série de televisão COPS. Desde então, a banda se auto-denomina "The Bad Boys of Reggae" (Os Garotos Maus do Reggae).
Em 1993, o single "Sweat (A La La La La Long)" alcançaria o TOP 3 nas paradas do Reino Unido (a canção "Bad Boys" havia conseguido apenas a 52a colocação) e a décima sexta posição no Billboard Hot 100. A canção fez sucesso no Brasil e esteve incluída na trilha sonora internacional do remake da novela "Mulheres de Areia", da Rede Globo, exibida, também, em 1993.
Em 1995, o vocalista Calton Coffie adoece e fica por um longo período inativo. Ao recuperar-se da doença, decide abandonar a banda para seguir carreira solo. Seu lugar é então ocupado pelo atual vocalista, Kris Bentley.
Ainda em 1995, a canção "Black Roses" foi incluída na trilha sonora internacional da novela "A Próxima Vítima", exibida em 1995. Na trama, a canção foi tema da personagem "Irene", interpretada pela atriz Viviane Pasmanter.

## Integrantes

### Formação atual
- Junior Jazz - voz
- Ian Lewis - baixo e voz
- Roger Lewis - guitarra e voz
- Lancelot Hall - bateria e percussão
- Bernard (Touter) Harvey - teclado e voz

### Ex-integrantes
- Jacob Miller - voz
- Calton Coffie - voz
- Kris Bentley - voz
- Funky Brown - voz
- Prilly - voz
- Stephen Cat Core - guitarra
- Joe Ortiz - guitarra
- Ibo Cooper - teclado

## Discografia

### Álbuns de estúdio
- 1974 - Rock The Boat
- 1975 - Blame It To The Sun
- 1976 - Reggae Thing
- 1977 - Ready For The World
- 1978 - Heavyweight Dub
- 1978 - Killer Dub
- 1979 - Everything Is Great
- 1980 - New Age Music (último álbum com Jacob Miller)
- 1982 - Something So Good
- 1986 - Black Roses
- 1987 - One Way
- 1990 - Rewind!, Pt.2: The Singers
- 1991 - Identified
- 1992 - Bad To The Bone
- 1993 - Bad Boys
- 1994 - Reggae Dancer (último álbum com Carlton Coffie)
- 1996 - Da Bomb
- 1998 - Speak My Language
- 1999 - Jamaika Me Crazy
- 2000 - Big Tings
- 2001 - Jah Jah People
- 2001 - Barefoot In Negril
- 2004 - This Is Crucial Reggae
- 2009 - State Of Da World

### Álbuns ao vivo
- 1999 - Forward Jah-Jah People (destaque do nono Festival de Cartagena em 1990)

### Singles
- 1979 - "Everything Is Great" e "Stop Breaking My Heart" (do álbum "Everything Is Great")
- 1986 - "Black Roses" (do álbum "Black Roses")
- 1993 - "Bad Boys", "Sweat (A La La La La Long)" e "Rock With You" (do álbum "Bad Boys")
- 1994 - "Games People Play" (do álbum "Reggae Dancer")
- 1998 - "Not About Romance" (do álbum "Speak My Language")